# Memory (sång)
Memory är en balladlåt, skriven av Andrew Lloyd Webber till musikalen Cats där den framförs av rollfiguren "Grizabella". Texten av Trevor Nunn bygger på T.S. Eliots dikter  "Preludes" och "Rhapsody on a windy night".

## Coverversioner
"Memory" har spelats in av flera artister.
- Elaine Paige, som spelade Grizabella i West End-produktionen av Cats, släppte en version av låten som var en topp-10-hit i Storbritannien, med topplaceringen nr. 6 på den brittsika singellistan i juli 1981.[2]. Hon gjorde en nyinspelning av låten 1998 med tillagd text, som fanns med i videosläpptet av musikalen. Denna version nådde placeringen nr. 36 i Storbritannien i oktober samma år.[3] Elaine Paige spelade också in en version av låten för albumet Stages 1983.
- Barbra Streisand spelade in låten 1981 på albumet Memories. Som singel nådde Barbra Streisands coverversion topplaceringen 52 på Billboard Hot 100-listan och topplaceringen nr. 9 på Billboards Hot Adult Contemporary Tracks 1982. I Storbritannien nådde denna version topplaceringen nr. 34 det året.[4]
- Barry Manilow släppte en cover på "Memory" som singel under sent 1982; denna version nådde högst placering på Billboard Hot 100 då den nådde placeringen nr. 39 i januari 1983.[5] Barry Manilows nådde också en topp 10-placering på Billboards "adult contemporary"-lista, med topplaceringen nr. 8.[6] Denna version lades på hans album Here Comes the Night.

- Sarah Brightman (som spelade in sången med text på italienska, "Piano")
- Betty Buckley (först att spela Grizabella på Broadway)
- Petula Clark
- José Carreras
- Rocío Banquells, spanskspråkiga version (1990).
- Jason Castro i sjunde säsongen av American Idol
- Sandra Criado i sjätte säsongen av Spaniens Operación Triunfo
- Kim Criswell på albumet Aspects of Andrew Lloyd Webber Volume 1
- Kikki Danielsson (med text på svenska av Olle Bergman som "Minnet") på albumet Kikki 1982.[7]
- Barbara Dickson, 1985
- Nederländska symphonic metal-bandet Epica
- Maria Friedman, 1992
- Lesley Garrett
- Howard Keel på albumet, And I Love You So
- Stephanie Lawrence, som senare spelade Grizabella i London, 1988
- Mark Rattray
- Simone Simons
- Marti Webb, som spelade Grizabella i London och på två turnéer i Storbritannien, på albumet Performance 1989
- Jacinta Whyte